# Narty (Jedwabno)
Narty (deutsch Narthen) ist ein Dorf in der polnischen Woiwodschaft Ermland-Masuren. Es gehört zur Gmina Jedwabno (1938 bis 1945 Gedwangen) im Powiat Szczycieński (Kreis Ortelsburg).

## Geographische Lage
Narty liegt am Südufer des Narthsees (polnisch Jezioro Świętajno Narckie, auch: Jezioro Narty) in der südöstlichen Mitte der Woiwodschaft Ermland-Masuren, 31 Kilometer nordöstlich der ehemaligen Kreisstadt Neidenburg (polnisch Nidzica) bzw. 14 Kilometer südwestlich der jetzigen Kreismetropole Szczytno (deutsch Ortelsburg).
|  |

## Geschichte
Narthen wurde im Jahre 1571 gegründet. Das Dorf mit seinen drei Ziegeleien wurde 1874 in den Amtsbezirk Jedwabno eingegliedert, der – 1938 in „Amtsbezirk Gedwangen“ umbenannt – bis 1945 bestand und zum ostpreußischen Kreis Neidenburg gehörte.
Im Jahre 1910 waren in Narthen 231 Einwohner gemeldet. Ihre Zahl stieg bis 1933 auf 290 und belief sich 1939 auf 258.
Als 1945 in Kriegsfolge das gesamte südliche Ostpreußen an Polen überstellt wurde, war auch Narthen davon betroffen. Das Dorf erhielt die polnische Namensform „Narty“ und ist heute – als Sitz eines Schulzenamtes (polnisch Sołectwo) – eine Ortschaft im Verbund der Landgemeinde Jedwabno (1938 bis 1945 Gedwangen) im Powiat Szczycieński (Kreis Ortelsburg), bis 1998 der Woiwodschaft Olsztyn, seither der Woiwodschaft Ermland-Masuren zugehörig. Im Jahre 2011 zählte Narty 114 Einwohner.

## Kirche
Narthen war bis 1945 in die evangelische Kirche Jedwabno in der Kirchenprovinz Ostpreußen der Kirche der Altpreußischen Union sowie in die römisch-katholische Kirche Jedwabno im Bistum Ermland eingepfarrt. Auch heute gehört Narty zur evangelischen Kirche Jedwabno, jetzt in der Diözese Masuren der Evangelisch-Augsburgischen Kirche in Polen gelegen, und außerdem zur Jedwabnoer katholischen Kirche, die jetzt zum Erzbistum Ermland gehört.

## Verkehr
Narty liegt an der verkehrsreichen Landesstraße 58, die von Olsztynek (Hohenstein) über Szczytno (Ortelsburg) und Pisz (Johannisburg) bis nach Szczuczyn in der Woiwodschaft Masowien führt. Eine Anbindung an den Bahnverkehr gibt es nicht.